# Schöllihorn
Das Schöllihorn (3500 m ü. M.) ist ein relativ leicht zu erreichender Aussichtsberg in den Walliser Alpen auf der Westseite des Mattertals oberhalb von Herbriggen. Es wird von seinen Nachbargipfeln im Kamm deutlich überragt, insbesondere vom 1½ Kilometer südwestlich liegenden Brunegghorn (3833 m), von dem es durch das Bruneggjoch (3365 m) getrennt ist. Im weiteren Gratverlauf nördlich des Schöllihorns befinden sich die Barrhörner, durch das Schöllijoch (3343 m) getrennt.
Der plateauartige Gipfel entsendet einen markanten Grat nach Süden zum Bruneggjoch, sowie Grate nach Nordwesten und Nordosten, die am nördlichen Vorgipfel (3473 m) ansetzen. Der Nordwestgrat endet am Schöllijoch, wo der Gratverlauf zu den Barrhörnern nach Norden abbiegt. Die Westflanke des Schöllihorns ist nur mässig geneigt, wohingegen der Berg nach Südosten und Nordosten steil abfällt. Nördlich des Berges befindet sich der Schölligletscher, im Osten liegt der Abberggletscher. Südwestlich des Berges fliesst der Brunegggletscher vorbei, der seinen Ursprung in der Westflanke des Brunegghorns hat.

## Routen

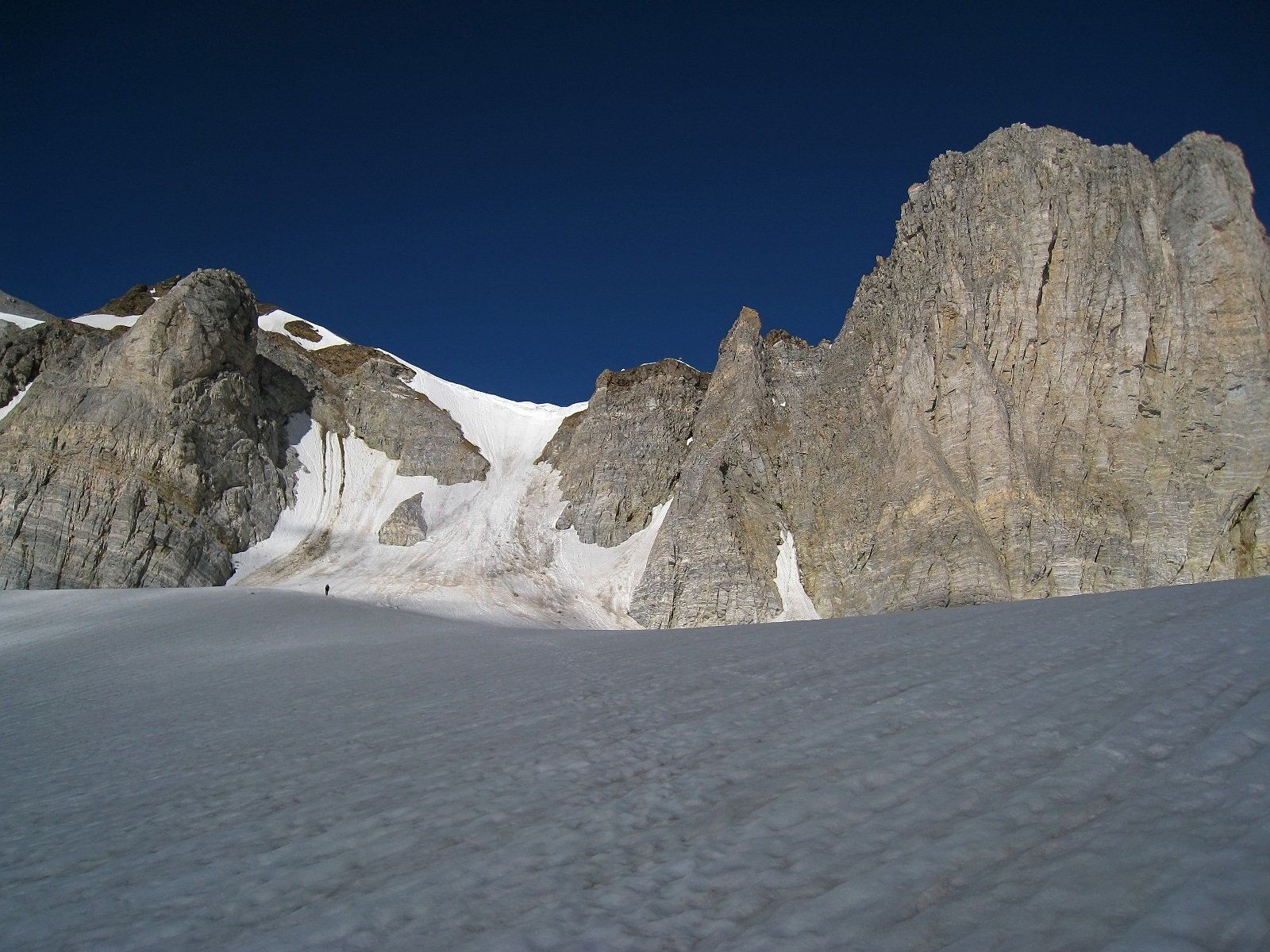
Schöllijoch von Osten

Der Normalweg führt über Pfadspuren vom Schöllijoch durch die nordwestliche Flanke. Vom Joch ist der Gipfel in ungefähr 30 Minuten zu erreichen. Zum Schöllijoch gelangt man von der Turtmannhütte über den markierten Wanderweg zu den Barrhörnern in 2½ Stunden. Alternativ kann das Schöllijoch auch von der Topalihütte in 2 Stunden erreicht werden. Dabei ist allerdings der Schölligletscher zu überqueren, zudem kann der abschliessende, etwa 80 Meter hohe Steilhang zum Joch bei Vereisung problematisch sein.
Alternativ kann das Schöllihorn auch in einer halben Stunde vom Bruneggjoch über Pfadspuren erreicht werden. Diese Variante bietet sich insbesondere an, wenn das Schöllihorn im Rahmen einer Besteigung des Brunegghorns mitbestiegen wird, dann kann das Schöllihorn dabei im Abstieg von Süden zum Schöllijoch im Nordwesten überschritten werden.